# Nava de la Asunción
Nava de la Asunción es un municipio y localidad española de la provincia de Segovia, en la comunidad autónoma de Castilla y León. El municipio cuenta con una población de 2787 habitantes (INE 2024). Conocida en un principio como Nava de Coca, por pertenecer a la susodicha comunidad de villa y tierra.
Localidad situada en el Camino de Santiago de Madrid.

## Geografía

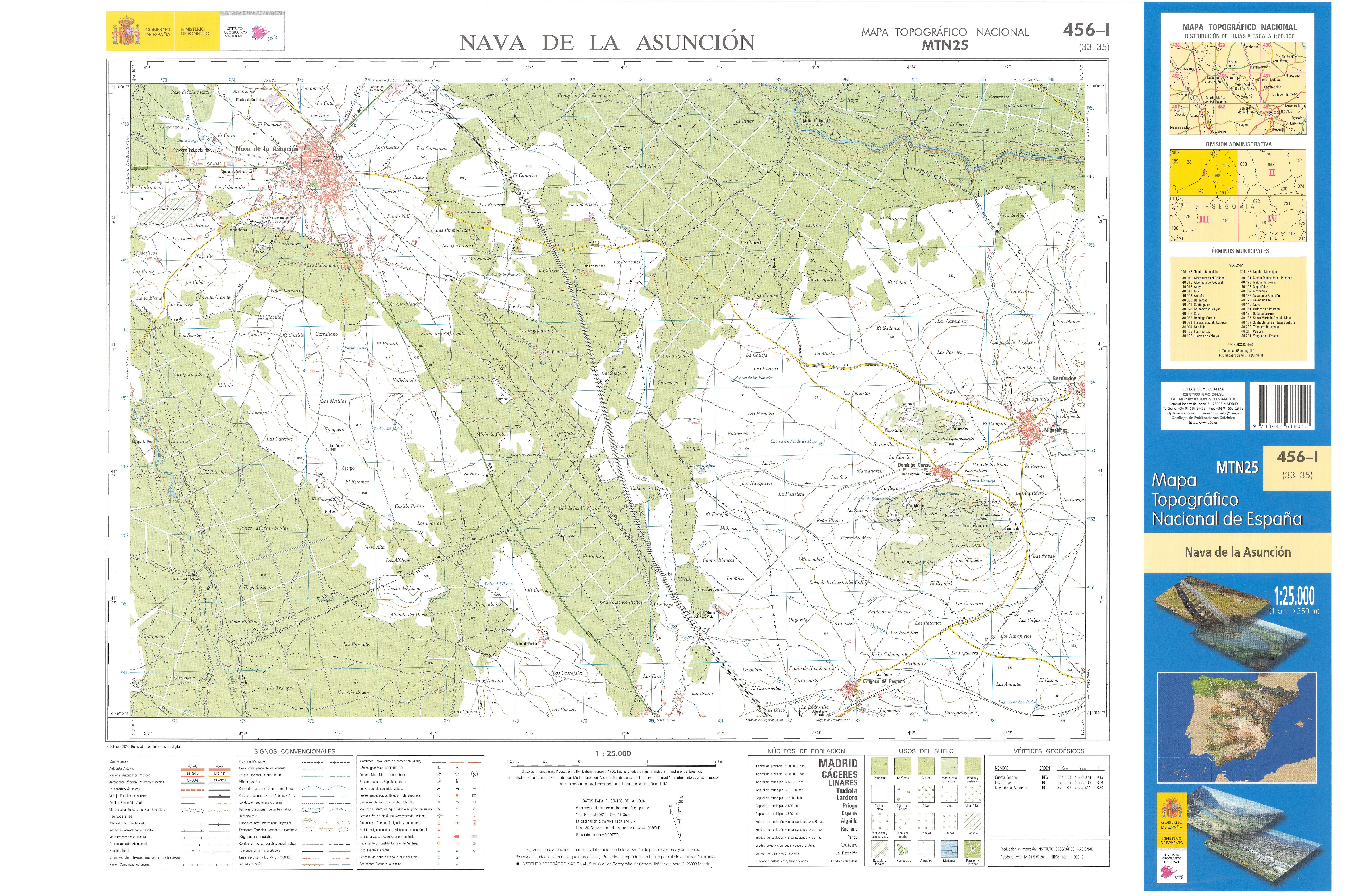
Fragmento de la hoja 456 del Mapa Topográfico Nacional de España de 2010 en el que se representa parte de Nava de la Asunción

| Noroeste: Coca                                        | Norte: Coca                 | Noreste: Navas de Oro            |
| Oeste: Santiuste de San Juan Bautista                 |                             | Este: Miguelañez, Domingo García |
| Suroeste: enclave de Valverdón (Rapariegos), Codorniz | Sur: Aldeanueva del Codonal | Sureste: Nieva                   |

### Núcleos de población
- Nava de la Asunción.
- Moraleja de Coca.

## Demografía
Cuenta con una población de 2787 habitantes (INE 2024).
| Gráfica de evolución demográfica de Nava de la Asunción entre 1842 y 2021 |
| |
| Población de derecho según los censos de población del INE. Población de hecho según los censos de población del INE.En 1969 crece el término del municipio porque incorpora a Moraleja de Coca. |

## Símbolos
El escudo heráldico que representa al municipio se blasona de la siguiente manera:

«Escudo cuartelado. Primero Y cuarto, de azur, con un castillo de plata, ardiendo. Segundo y tercero, de oro con un pino albar de su color, arrancado. Bordura general de plata con ocho aspas de sable, timbrado de la Corona Real Española.»
Boletín Oficial de Castilla y León n.º 130/1994 de 01 de junio de 1994

La descripción textual de la bandera es la siguiente:

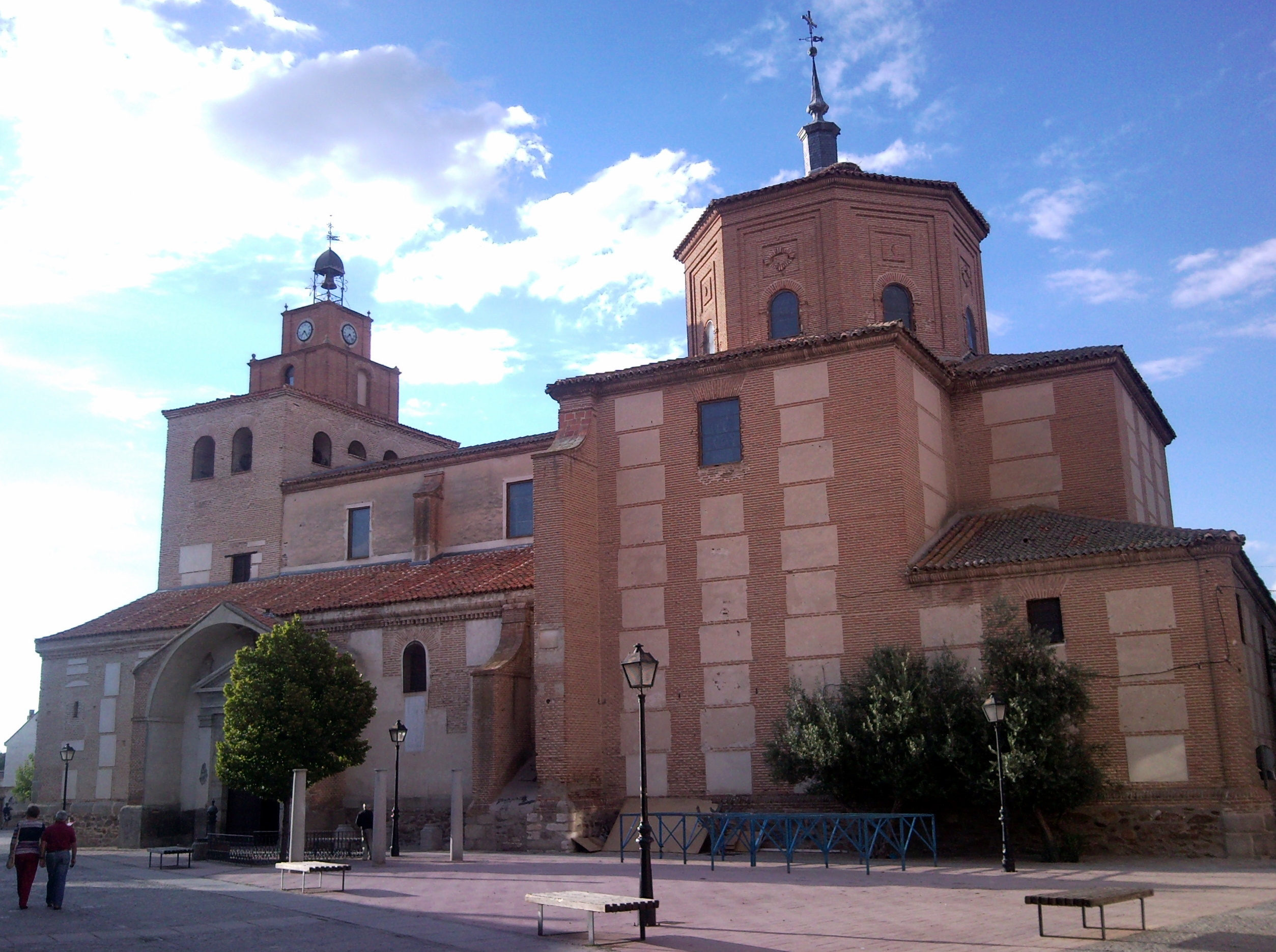
Iglesia de Nuestra Señora de la Asunción

«Bandera cuadra de proporción 2:3, cuartelada en aspa, verde y amarillo, y al centro el escudo municipal, de sus colores.»
Boletín Oficial de Castilla y León n.º 130/1994 de 01 de junio de 1994

## Administración y política

Distribución del Ayuntamiento tras las elecciones municipales de 2023

### Lista de alcaldes
| Periodo   | Nombre                             | Partido   |
| --------- | ---------------------------------- | --------- |
| 1979-1983 | Serviliano García de Castro        | UCD       |
| 1983-1987 | Serviliano García de Castro        | AP-PDP-UL |
| 1987-1991 | Alfonso Tapia Maroto               | PDP       |
| 1991-1995 | Alfonso Tapia Maroto               | PP        |
| 1995-1999 | Jesús Moreno García                | PP        |
| 1999-2003 | Juan José Maroto Saez              | PSOE      |
| 2003-2007 | Juan José Maroto Saez              | PSOE      |
| 2007-2011 | Santiago Miguel de la Cruz Jiménez | PP        |
| 2011-2015 | Santiago Miguel de la Cruz Jiménez | PP        |
| 2015-2019 | Juan José Maroto Sáez              | PSOE      |
| 2019-2023 | Juan José Maroto Sáez              | PSOE      |
| 2023-act. | Juan José Maroto Sáez              | PSOE      |

## Deportes
En Nava de la Asunción el deporte es tradición y una filosofía de vida. La gran mayoría de sus habitantes practican algún deporte.
La pelota vasca tuvo una gran tradición en los años 80, habiendo incluso una escuela de pelotaris. En esta localidad se celebraron dos europeos de cesta Punta, en 1980 Nava de la Asunción alberga el II Campeonato de Europa de Cesta Punta y en 1989 se celebra el VIII Campeonato de Europa de Cesta Punta, además en 1991 fue el campeonato estatal el que reunió a los mejores jugadores de cesta Punta del país en el pabellón municipal. A partir de aquí la pelota vasca comenzó su decadencia entre los jóvenes naveros, aunque año tras año en las fiestas patronales siguen celebrándose partidos de pelota mano.
En 1976 el Club Balonmano Nava equipo de balonmano de la Liga Asobal es fundado y poco a poco se convierte en el deporte rey en la localidad, de donde han salido varios jugadores que han jugado en la máxima categoría y en las categorías inferiores de la selección española de balonmano.
También el fútbol ha sido uno de los estandartes del municipio existiendo diferentes club a lo largo de la historia. El más importante a nivel deportivo fue el Nava Molduras, club que alcanzó la tercera división Nacional jugando durante varios temporadas en dicha categoría hasta su desaparición. En la actualidad el Club Sporting Nava es el referente futbolístico, disponiendo de equipos tanto de fútbol como de fútbol sala.
El ciclismo amateur ha tenido en la última década un gran evento deportivo organizado por el Club deportivo Navabike, la marcha MTB ciclista los cien de la Nava la cual dispone de tres recorridos de diferente distancia y dificultad, superando la más larga los cien kilómetros.
La Asociación Deportiva Pedestres de Nava es la representante del atletismo en la localidad, la cual es responsable de la organización de la Carrera Pedestre «Tierra de Pinares» siendo esta premiada durante tres años como la mejor carrera de España por los usuarios de la web Runedia. Además durante varios años han colaborado con el ayuntamiento de Nava de la Asunción en la organización de la Milla navideña celebrada cada 24 de diciembre y la cual ha superado la veinticinco ediciones.
Por el municipio discurre un vía referente deportivamente en la provincia de Segovia, la vía verde del Valle del Eresma une Segovia con Olmedo por el antiguo recorrido ferroviario que unía Madrid con el norte de España, por dicha vía se puede ver a senderista, ciclistas y corredores disfrutando del recorrido.

## Patrimonio histórico
- Estación de ferrocarril, perteneciente a la antigua línea Segovia-Medina del Campo.